# 小朗多
小朗多（法語：Petit-Landau，法語發音：[pəti lɑ̃do] ⓘ）是法国上莱茵省的一个市镇，位于该省东南部，属于米卢斯区。

## 地理
小朗多（47°43'50"N, 7°31'10"E）面积17.51 平方千米，位于法国大東部大區上莱茵省，该省份为法国东部内陆省份，是阿尔萨斯的一部分，今与下莱茵省组成了阿尔萨斯欧洲集体，其北临下莱茵省，西接孚日省，西南接贝尔福地区省，东侧沿莱茵河与德国相望，南与瑞士接壤。
与小朗多接壤的市镇（或旧市镇、城区）包括：翁堡、尼费尔、阿布赛姆。
小朗多的时区为UTC+01:00、UTC+02:00（夏令时）。

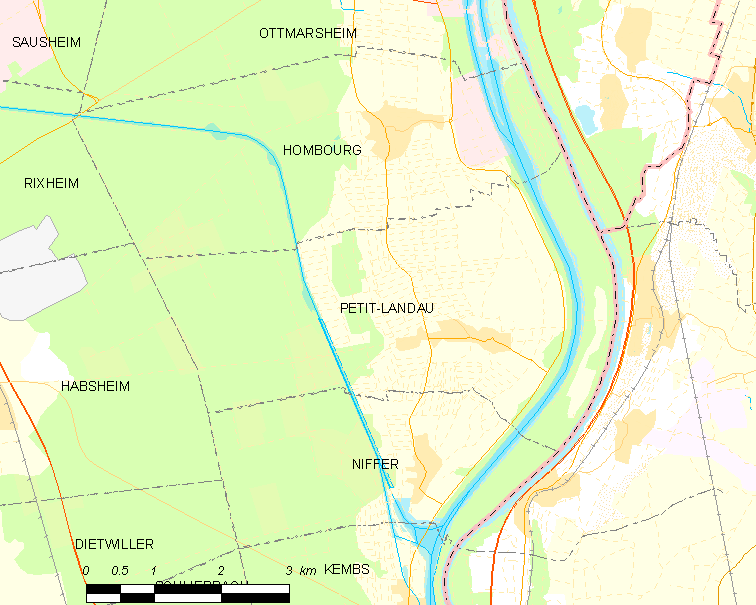
小朗多的OSM定位图

## 行政
小朗多的邮政编码为68490，INSEE市镇编码为68254。

## 政治
小朗多所属的省级选区为里克赛姆县。

## 人口

1962-2008年间小朗多人口变化图示

小朗多于2022年1月1日时的人口数量为820人。